# Cerastium taschkendicum
Cerastium taschkendicum là loài thực vật có hoa thuộc họ Cẩm chướng. Loài này được Adylov & Vved. mô tả khoa học đầu tiên năm 1971.